# Bristol
Bristol ist eine Stadt, eine Unitary Authority sowie eine zeremonielle Grafschaft im Südwesten von England. Mit rund 480.000 Einwohnern ist sie die bevölkerungsreichste Stadt der Region South West England und nach der Hauptstadt London die zweitgrößte Stadt im gesamten Süden des Landes. Bristol liegt am Fluss Avon und grenzt im Norden an die Grafschaften Gloucestershire und im Süden an Somerset. Die Grafschaft liegt im Verwaltungsbezirk (Unitary Authority) West of England, zu dem auch der Großraum Bristol (der elftgrößte Ballungsraum des Vereinigten Königreichs) und nahe gelegene Orte wie Bath gehören.  
In der Nähe des Zusammenflusses der Flüsse Frome und Avon wurden einst eisenzeitliche Hügelfestungen und römische Villen errichtet. Bristol erhielt 1155 eine königliche Urkunde und war historisch gesehen zwischen Gloucestershire und Somerset aufgeteilt, bis es 1373 eine eigene Grafschaft wurde. Vom 13. bis zum 18. Jahrhundert gehörte Bristol nach London zu den drei wichtigsten englischen Städten, was die Steuereinnahmen angeht. Als wichtiger Hafen war Bristol ein Ausgangspunkt für frühe Entdeckungsreisen in die Neue Welt. Auf dem Höhepunkt des Sklavenhandels in Bristol, zwischen 1700 und 1807, transportierten mehr als 2.000 Sklavenschiffe schätzungsweise 500.000 Menschen aus Afrika in die Sklaverei nach Amerika. Der Hafen von Bristol ist seither vom Bristol Harbour im Stadtzentrum an die Mündung des Severn in Avonmouth und das Royal Portbury Dock verlegt worden.
Die moderne Wirtschaft der Stadt basiert auf der kreativen Medien-, Elektronik- und Luft- und Raumfahrtindustrie; die Docks im Stadtzentrum wurden zu Kulturzentren umgestaltet. Es gibt eine Vielzahl von Kunst- und Sportorganisationen und -stätten, darunter die Royal West of England Academy, das Arnolfini, Ashton Gate und der Memorial Ground. Die Stadt verfügt über zwei Universitäten: die University of Bristol und die University of the West of England (UWE Bristol). Über den Flughafen Bristol ist die Stadt mit der Welt verbunden, über die Fernbahnhöfe Bristol Temple Meads und Bristol Parkway mit dem Rest Großbritanniens, über die M5 von Südwesten nach West Midlands und die M4 von London nach Südwales (die über den Portway und die M32 mit dem Stadtzentrum verbunden sind) mit dem Straßenverkehr.
Musikalisch hat die Stadt in den 1990er Jahren den Bristol Sound hervorgebracht.

## Geschichte

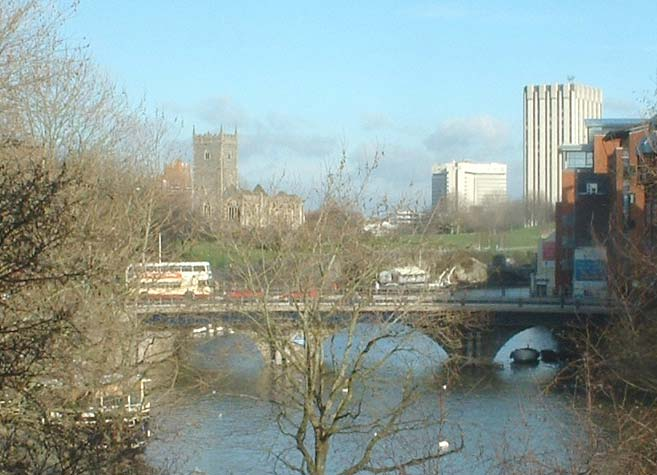
Blick auf Bristol Bridge und Schlosspark

Die Stadt Brycgstow (Altenglisch, der Ort an der Brücke) existierte bereits zu Beginn des 11. Jahrhunderts und erhielt unter normannischer Herrschaft eine der stärksten Burgen in Südengland. Im 12. Jahrhundert wurde sie eine wichtige Hafenstadt, besonders für den Handel mit Irland. 1247 wurde eine neue Brücke gebaut, und die Stadt weitete sich stark aus. 1373 wurde sie ein County. Bristol entwickelte sich zum Zentrum des Schiffbaus.
Bis zu seiner Auflösung in England unter Edward I. nutzte der Templerorden Bristol als Haupthafen für Pilgerfahrten sowie zur Ausfuhr von Wolle auf den Kontinent, vor allem nach La Rochelle in Frankreich. An den nicht unerheblichen Haus- und Grundbesitz der Templer in Bristol erinnern heute noch diverse Flur- und Straßennamen, so auch der Bahnhof Bristol Temple Meads („Templer-Wiesen“).
Im 14. Jahrhundert, kurz vor der Ankunft der Pest von 1348, war Bristol nach London und York die drittgrößte Stadt in England mit etwa 15.000 bis 20.000 Einwohnern. Die Seuche verursachte einen langanhaltenden Bevölkerungsrückgang. Allerdings blieb die Bevölkerungszahl im 15. und 16. Jahrhundert stabil und betrug zwischen 10.000 und 12.000 Einwohnern. 1497 war Bristol der Ausgangspunkt von John Cabots Erkundungsreise nach Nordamerika. 1542 erhielt Bristol das Stadtrecht, die frühere Abbey of St. Augustine wurde zu einer Kathedrale. Während des Bürgerkriegs von 1643 bis 1645 wurde Bristol von königlichen Truppen besetzt und verwüstet.
Mit der Errichtung der englischen Kolonien in Amerika im 17. Jahrhundert sowie dem Sklavenhandel im 18. Jahrhundert wuchs Bristol wieder. Neben Liverpool wurde Bristol das Zentrum des Sklavenhandels. Von 1700 bis 1807 wurde der Hafen von über 2000 Sklavenschiffen angefahren, die über eine halbe Million Menschen von Afrika nach Amerika verschleppten.
Ab 1760 geriet Bristol gegenüber dem Konkurrenten Liverpool ins Hintertreffen. Der Handelskrieg mit Frankreich (1793), das Verbot des Sklavenhandels (1807) sowie der verpasste Anschluss an moderne Herstellungsverfahren ließen Bristol wirtschaftlich zurückfallen. Auch der Bau des floating harbour (schwimmender Hafen) zwischen 1804 und 1809 vermochte nichts daran zu ändern. Doch trotz aller schwierigen Umstände verfünffachte sich die Bevölkerungszahl von Bristol während des 18. Jahrhunderts; 1801 lebten 66.000 Menschen in Bristol. 1838 erhielt Bristol einen Anschluss ans Eisenbahnnetz durch die von Isambard Kingdom Brunel geplante Great Western Main Line.
Im Jahr 1799 begründete Thomas Beddoes im Vorort Clifton sein Pneumatisches Institut zur Behandlung von Atemwegs- und Lungenerkrankungen mit bestimmten Gasen.
Bristol erlitt während des Zweiten Weltkrieges durch deutsche Luftangriffe schwere Verwüstungen. Das historische Zentrum beim Schloss wurde vollständig zerstört und ist heute ein Park, in dem zwei ausgebombte Kirchen (St. Peter’s Church, Castle Park und St. Mary le Port Church) als Mahnmale stehen.
1980 kam es im Stadtteil St Paul’s zu gewalttätigen Auseinandersetzungen zwischen jungen Männern, die meist aus den British West Indies stammten, und Polizisten. Eine Ursache der damals wachsenden Rassenspannungen waren der Niedergang und die Vernachlässigung der vor allem von ethnischen Minderheiten bewohnten Viertel vieler britischer Städte, so auch in Bristol.

## Wirtschaft und Verwaltung
Im 20. Jahrhundert wurde Bristol ein Zentrum der Luftfahrtindustrie. Die British Aircraft Corporation (heute BAE Systems) war wesentlich an der anglo-französischen Produktion der Concorde sowie dem Senkrechtstarter Harrier beteiligt. Die BAC gründete 1945 eine kleine Autofirma namens Bristol Cars Ltd., die exklusive Sportwagen mit V8-Motoren baute, mittlerweile jedoch insolvent ist. Ein weiteres bedeutendes Unternehmen ist Cameron Balloons, der weltgrößte Hersteller von Heißluftballonen. Bristol ist auch Heimat des bekannten Animationsfilmstudios Aardman Animations, das mit Produktionen wie der Wallace-&-Gromit-Reihe, Creature Comforts, Chicken Run – Hennen rennen und der TV-Serie Shaun das Schaf Erfolge feierte.
In Bristol befindet sich die Hauptverwaltung der Environment Agency, der obersten Umweltschutzbehörde in England und Wales.

## Kunst, Sehenswürdigkeiten und Freizeit

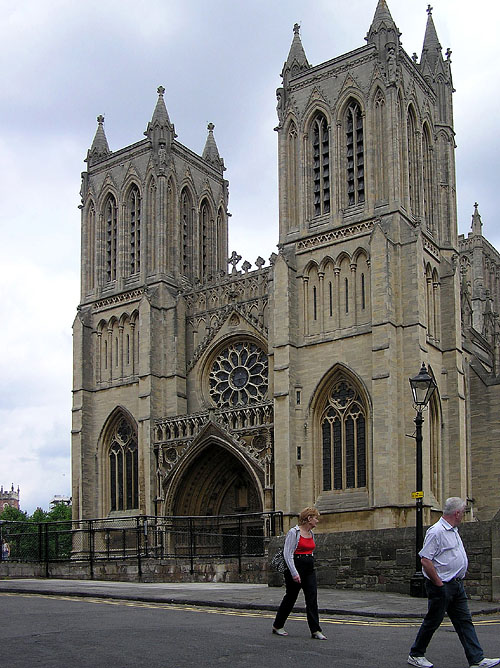
Bristol Cathedral

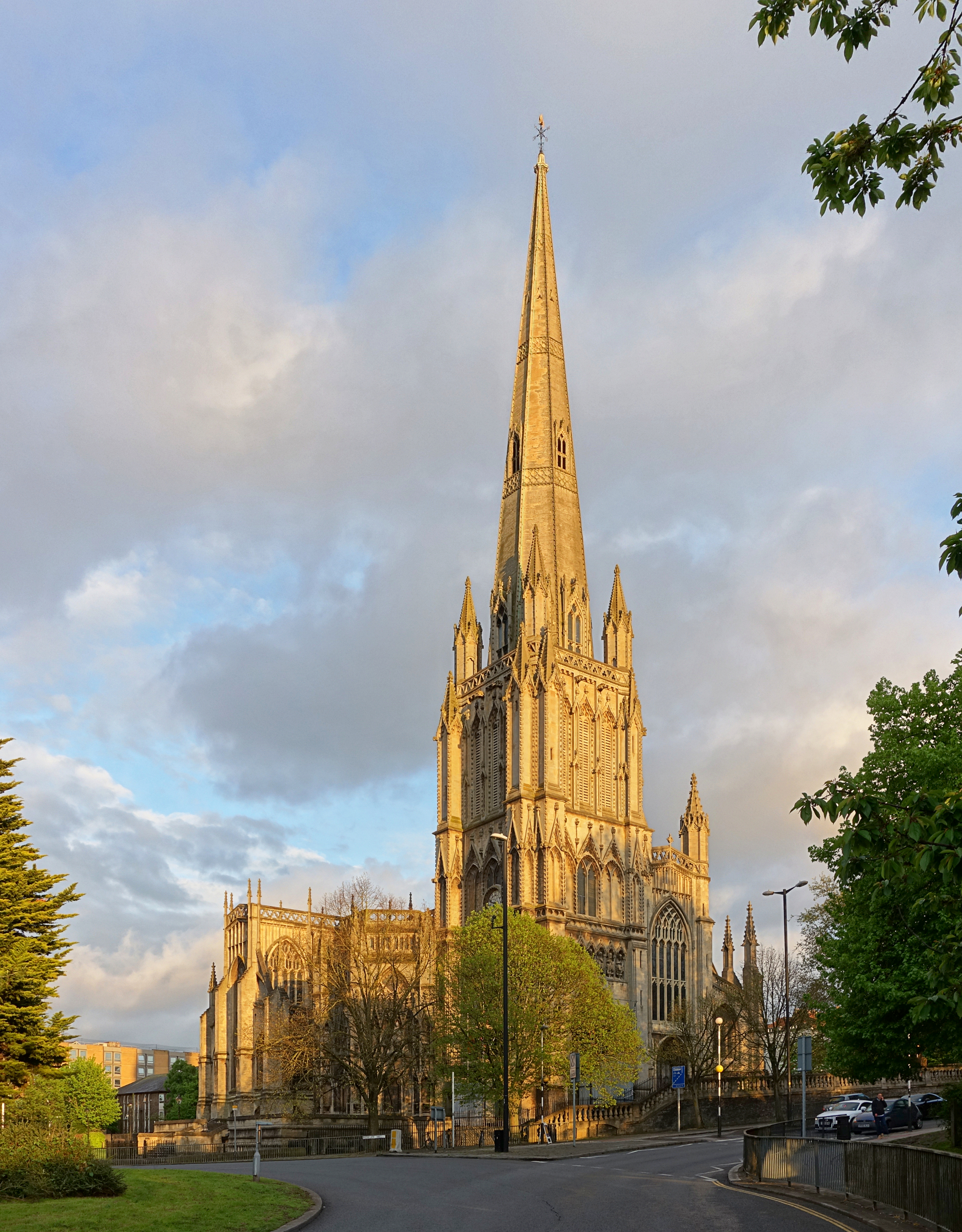
St Mary Redcliffe

Jeden Sommer findet die Bristol Balloon Fiesta statt, eine der größten Veranstaltungen für Heißluftballone überhaupt. Zudem ist Bristol anerkannte Geburtsstadt des Trip-Hop, der vor allem von Künstlern wie Portishead, Tricky, Massive Attack vertreten wird und Nachahmer in aller Welt gefunden hat. In Bristol ansässig ist außerdem das Animationsstudio Aardman Animations, das unter anderem die Oscar-preisgekrönten Wallace-&-Gromit-Filme produziert. Bristol ist die Geburtsstadt des Schauspielers Cary Grant, des Künstlers Damien Hirst und des Popmusikers Nik Kershaw. Verbunden wird die Stadt außerdem mit der englischen Romantik: Thomas Chatterton und Robert Southey wurden hier geboren und auch Samuel Taylor Coleridge lebte in den 1790er Jahren in Bristol.
Bristol gilt als eine der schönsten Großstädte Englands, zum einen aufgrund der Kombination aus Meeresnähe und hügeliger Landschaft, zum anderen, weil trotz großer Zerstörungen im Zweiten Weltkrieg (z. B. die Temple Church) viele der alten Gebäude erhalten bzw. wieder aufgebaut wurden. Neben dem Stadtzentrum mit der Waterfront direkt am Hafen, wo z. B. mit dem @t Bristol ein ganzer Komplex aus IMAX-Kino (geschlossen seit dem 31. März 2007), Technik-Museum etc. entstanden ist, ziehen auch die beiden Vororte Clifton und Redland im Nordwesten viele Besucher an, weil hier viele Wohnhäuser des 18. und 19. Jahrhunderts zu bewundern sind. Im Stadtteil Redcliffe steht die spätgotische Kirche St Mary Redcliffe, eine der schönsten Englands. Ein bemerkenswertes Bauwerk der 1970er Jahre ist die römisch-katholische Kathedrale von Clifton des Bistums Clifton. Spektakulär ist auch die von Isambard Kingdom Brunel erbaute Clifton Suspension Bridge, eine Hängebrücke, die auf zwei großen steinernen Pfeilern ruht und die tiefe Schlucht des Avon in 75 m Höhe überquert.
Das erste eiserne Passagierschiff mit Propellerantrieb der Welt, das 1845 in Dienst gestellte Dampfschiff Great Britain wird in ihrem Baudock als Museumsschiff präsentiert. Schiff und Baudock wurden ebenfalls von Isambard Kingdom Brunel entworfen.
Über die Stadt verstreut finden sich einige Werke des Graffiti-Künstlers Banksy, der in Bristol geboren wurde. Die Bahnstation Redland wurde 2009 mit Gemälden im Stil von Banksy versehen, die im viktorianischen Stil gekleidete Menschen mit modernen Accessoires zeigen.
Es gibt zwei Fußballclubs, Bristol City und Bristol Rovers, die in der Football League Championship bzw. in der Football League One spielen, daneben gibt es mehrere Amateurmannschaften. Ebenfalls in Bristol beheimatet sind der Rugby-Union-Verein Bristol Bears, der Gloucestershire County Cricket Club und der Rugby-League-Verein Bristol Sonics. In der Stadt findet jedes Jahr ein Halbmarathon statt und Bristol war 2001 Austragungsort der Halbmarathon-Weltmeisterschaften. Ebenso war Bristol unter anderem einer der Austragungsorte bei dem Cricket World Cup 1983, dem Cricket World Cup 1999, der Rugby-Union-Weltmeisterschaft 1999 und dem Cricket World Cup 2019.
Das Bristol International Kite Festival ist eines der großen Ereignisse.
Der Llandoger Trow Pub ist der Pub, in dem Alexander Selkirk Daniel Defoe traf und ihm seine Geschichte erzählte.
Die britischen Fernsehserien Skins – Hautnah und The Outlaws wurden in Bristol gedreht.

## Bildung
Bristol hat zwei Universitäten: Die renommierte University of Bristol, gegründet 1909, und die ehemalige Fachhochschule oder Polytechnic, die University of the West of England, die 1992 Universitätsstatus erhielt. Zusammen studieren derzeit fast 40.000 Studenten in Bristol.
An der University of Bristol wurde von Kenneth Heaton und S. J. Lewis die Bristol-Stuhlformen-Skala zur Einschätzung der Stuhlkonsistenz entwickelt.

## Politik

### Stadtrat
- Greens: 34
- Labour: 21
- LibDem: 8
- Cons.: 7

## Verkehr

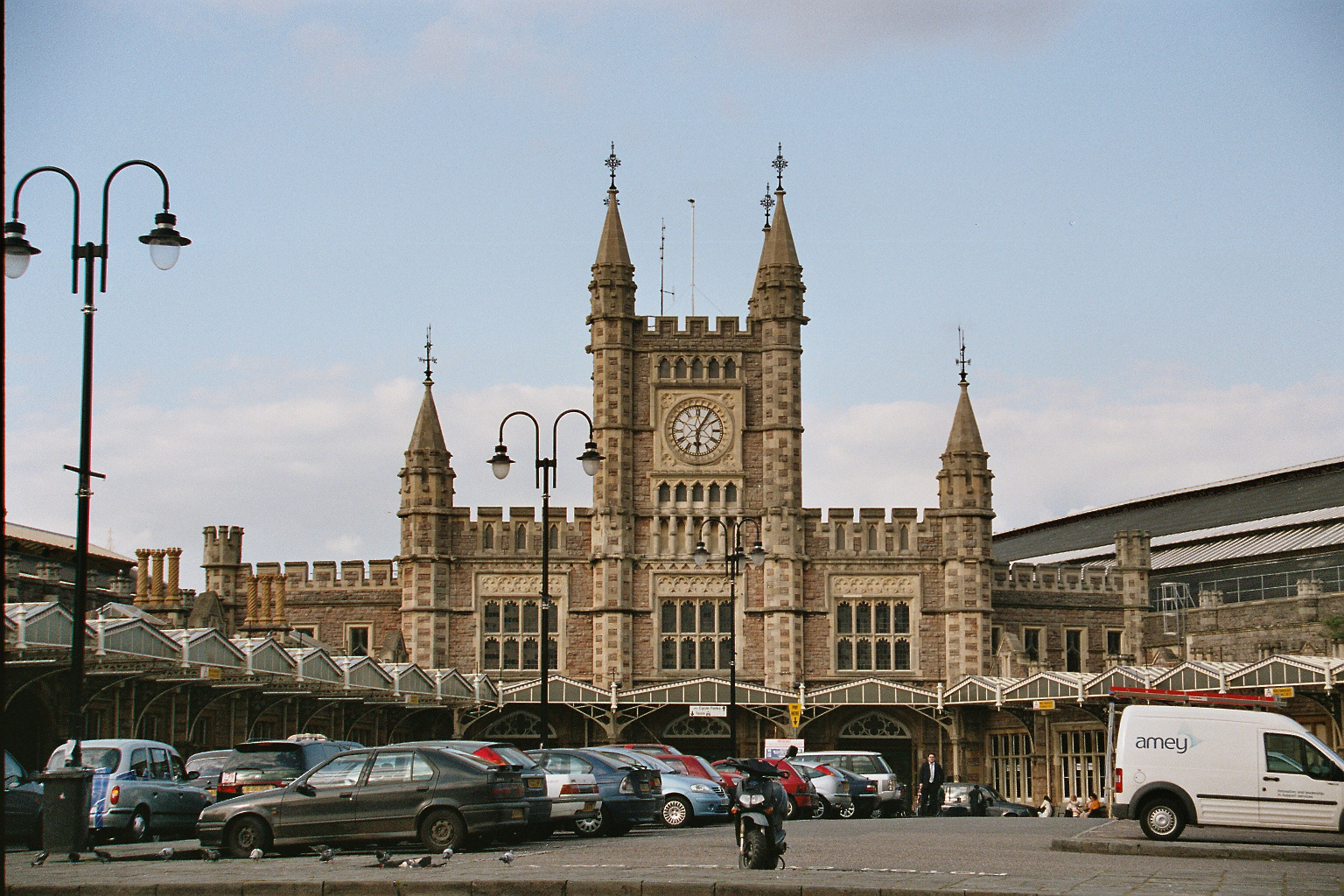
Hauptbahnhof Bristol Temple Meads – einer der ältesten Bahnhöfe der Welt

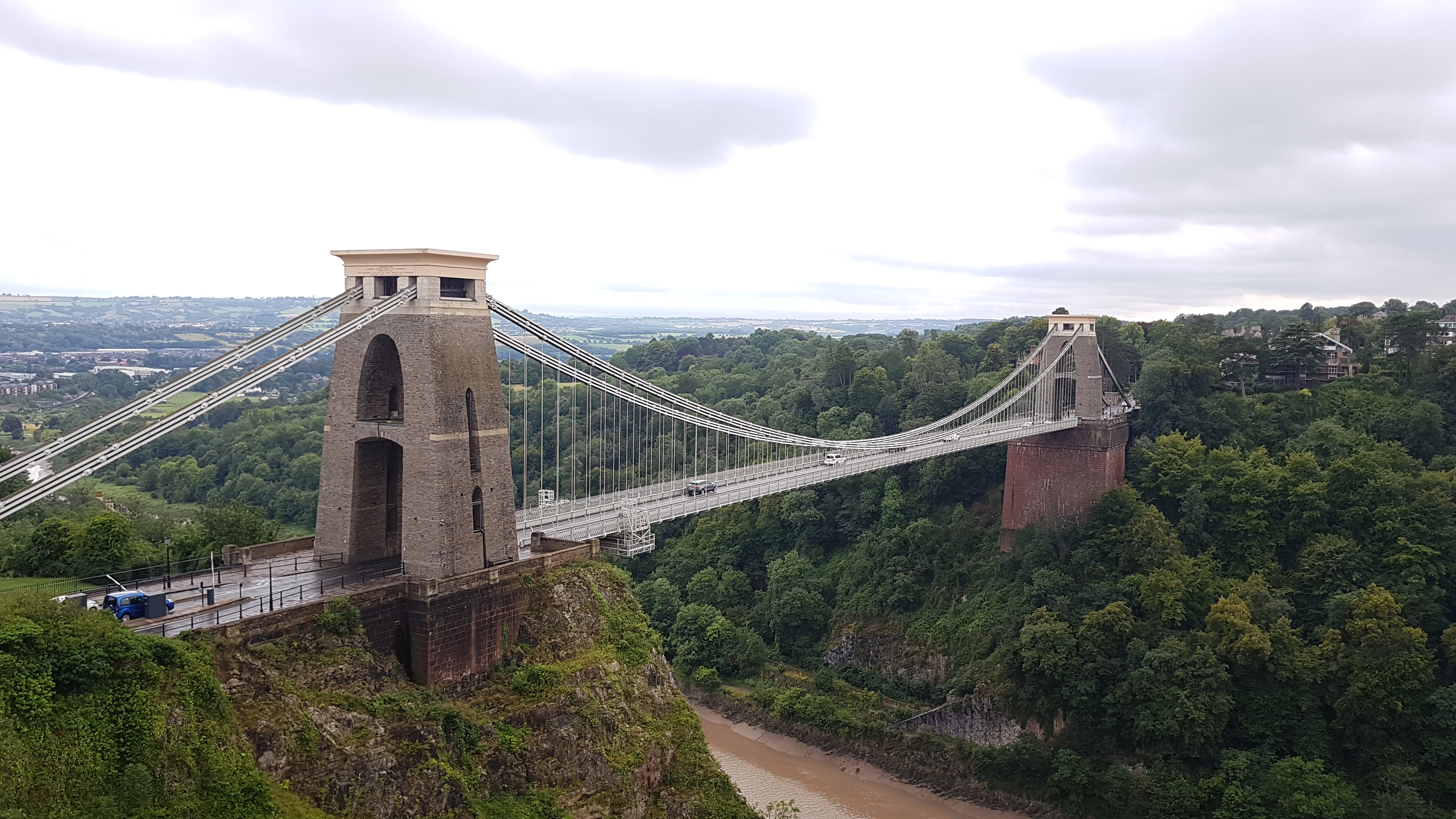
Clifton Suspension Bridge

Es gibt zwei Hauptbahnhöfe. Bristol Temple Meads liegt südöstlich des Stadtzentrums; hier halten die Züge nach London, in die Midlands und in den Südwesten. Bristol Parkway befindet sich ungefähr fünf Kilometer nördlich im Vorort Stoke Gifford; hier halten die Züge nach Wales. Bristol liegt am Schnittpunkt der Autobahnen M4 (London – Wales) und M5 (Birmingham – Exeter). Bei Lulsgate befindet sich der kleine Bristol International Airport.
In Bristol befindet sich die weltweit einzige Versuchsstrecke für umweltschonende Solar-Straßenbahnen. Die auf einem 800 Meter langen Streckenabschnitt fahrenden Bahnen bestehen aus superleichtem Material und bewegen sich mit Hilfe von Sonnenkraft fort. Die aus einem Wagen mit 76 Plätzen bestehenden Fahrzeuge können durch einen elektrobetriebenen Hauptmotor eine Höchstgeschwindigkeit von 40 Kilometer pro Stunde erreichen. Die erste kommerziell betriebene elf Kilometer lange Strecke sollte ab 2007 in der griechischen Hafenstadt Kalamata gebaut werden. Dort war jedoch ein Dieselmotor als Unterstützung vorgesehen.

## Dialekt
Bristols Dialekt, Brizzle oder Bristle genannt, ist besonders vom Bristol L gekennzeichnet. Nach jeder Vokalendung wird ein L hinzugefügt, was dazu führte, dass aus dem altenglischen Brycgstow Bristol wurde.

## Partnerstädte
- Hannover (Deutschland)
- Tiflis (Georgien)
- Beira (Mosambik)
- Bordeaux (Frankreich)
- Porto (Portugal)
- Puerto Morazán (Nicaragua)
- Guangzhou (China)